# Strada provinciale 85 del Monte Bondone
La strada provinciale 85 del Monte Bondone (SP 85) è una strada provinciale italiana della provincia autonoma di Trento. Il suo nome è dato dal fatto che tramite questa strada si possono raggiungere tutte le località presenti sul Monte Bondone, note per le loro attività sciistiche e turistiche.
La strada ha una lunghezza totale di 39,861 chilometri ed è la quarta più lunga strada provinciale della provincia di Trento, dopo la SP 90 Destra Adige (con i tronchi uniti), la SP 79 del Passo Brocon e la SP 71 Fersina-Avisio.

## Percorso

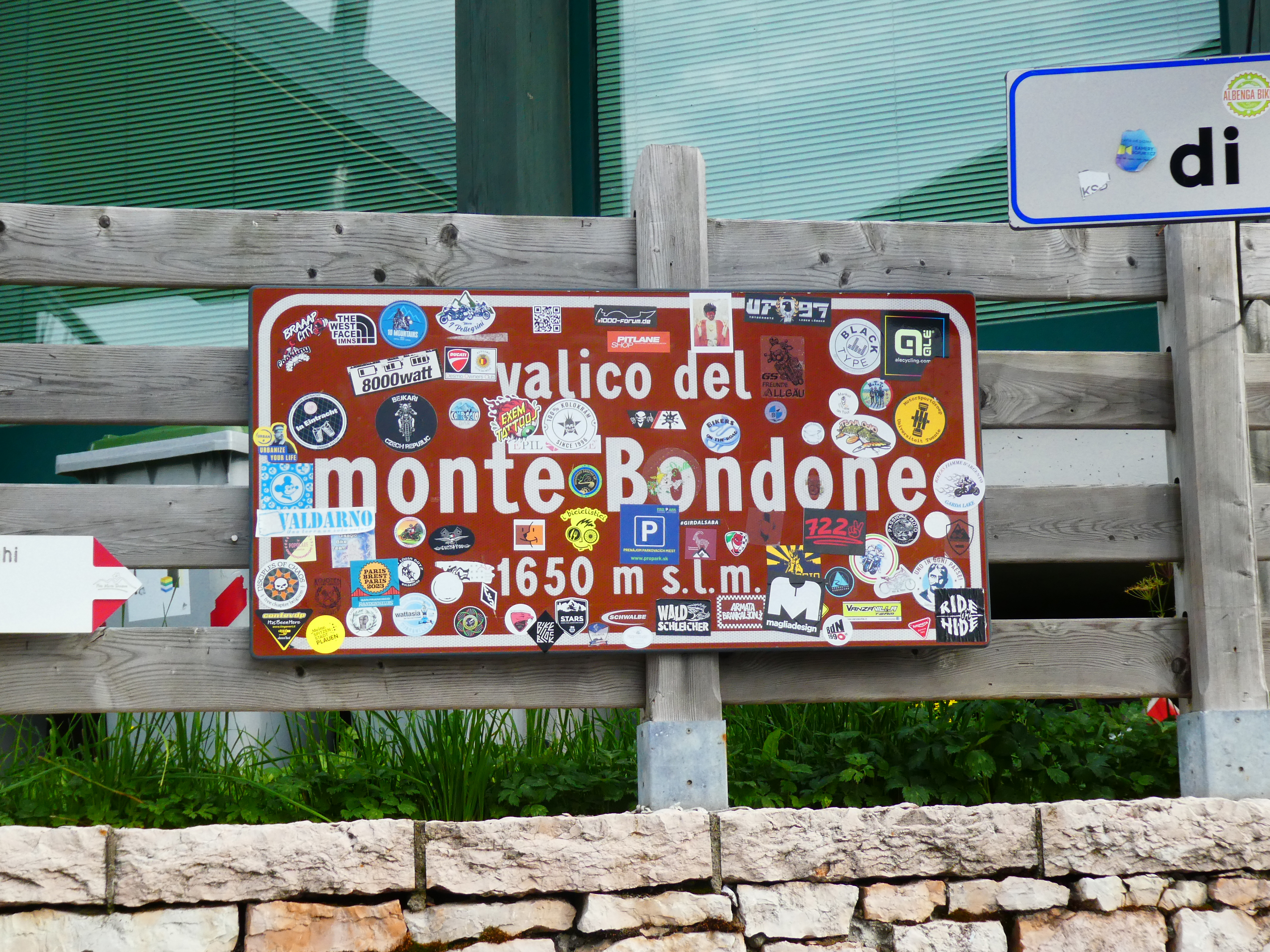
Cartello posto al valico a Vason

Ha inizio a Trento, in località Montevideo, dove la strada si stacca al km 152,5 della SS 45 bis Gardesana Occidentale in direzione Riva del Garda. La strada fin da subito si presenta ripida con molti tornanti ma con una careggiata abbastanza grande da permettere la percorribilità della strada in entrambe le direzioni senza problemi di spazio.
Nel percorso le località incontrate sono Sardagna, Candriai (dove si trova un bivio per la diramazione della strada verso Sopramonte, denominata SP 85 dir Sopramonte), Prà de la Fava, Vaneze, Norge ed infine Vason (dove è situato il valico e la strada termina la salita).
Queste ultime tre località sono anche delle famose stazioni sciistiche con seggiovie e varie piste di diversa difficoltà, molto frequentate da amatori dello sport, turisti ed escursionisti.
Una volta superato il valico al km 17,7 (posto a 1650 m s.l.m.), la strada inizia la sua lieve discesa verso la località delle Viote dove si trova un bivio, in direzione sud si trova la SP 25 di Garniga, che permette di scendere in modo diretto e ripido a valle passando per l'omonima località, oppure in direzione ovest la strada continua con una debole pendenza.
Da qui la strada entra nel comune di Madruzzo, dove le località incontrate sono Lagolo (dove è presente anche un lago), Castel Madruzzo ed infine Lasino. La strada termina con l'intersezione sulla SP 84 di Cavedine dopo il paese di Lasino.

## Diramazione per Sopramonte
La strada provinciale 85 del Monte Bondone diramazione Sopramonte (SP 85 dir Sopramonte) è una diramazione della SP 85, lunga 7,357 chilometri.
Collega le località presenti sul Monte Bondone (partendo dal km 8,6 della SP 85 a Candriai), con le frazioni di Sopramonte e Cadine, collegandosi infine con la strada alla SS 45 bis Gardesana Occidentale nei pressi di quest'ultima località.

## Diramazione per Vigolo Baselga
La strada provinciale 85 del Monte Bondone diramazione Vigolo Baselga (SP 85 dir VigBaselga) è una diramazione della SP 85, lunga 2,985 chilometri.
Collega la frazione di Sopramonte e la SP 85 del Monte Bondone (partendo dal km 5,4 della SP 85 dir Sopramonte), con la frazione di Baselga del Bondone e Vigolo Baselga, quest'ultima posta direttamente sulla SS 45 bis Gardesana Occidentale.

## Sport

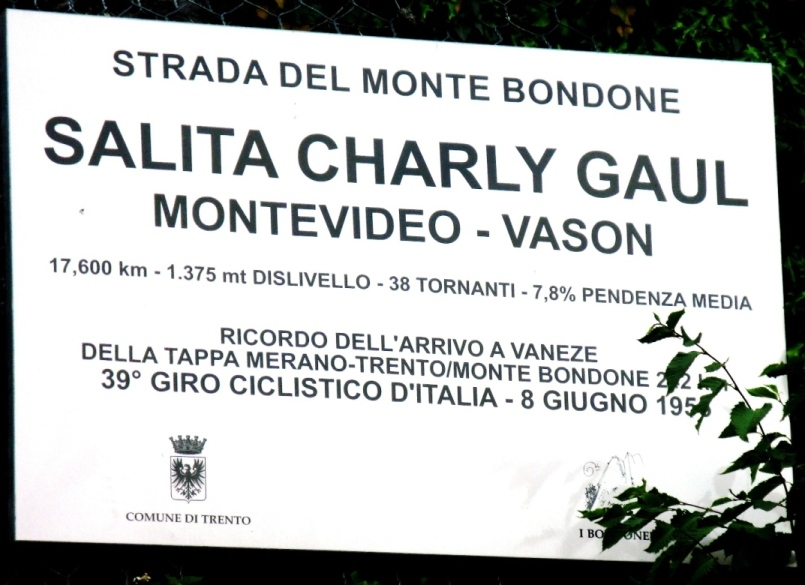
Cartello posto all'inizio della Salita Charly Gaul

Ogni anno nella stagione estiva viene svolta sulla strada la gara automobilistica Trento-Bondone che prevede la chiusura della strada dal km 0 fino alla località Viote posta dopo il valico di Vason.
Numerose sono anche le attività a livello ciclistico, per questo motivo su questa strada la provincia di Trento ha deciso di installare dei cartelli speciali per avvisare gli automobilisti di "rispettare il ciclista" mantenendo quindi una distanza di sicurezza ragionevole ed evitare manovre pericolose.
La strada spesso viene anche utilizzata per molte gare ciclistiche, come ad esempio il Giro d'Italia 2006 nella 16ª tappa vinta da Ivan Basso che prevedeva la partenza da Rovato e l'arrivo fino al Monte Bondone.
La salita dalla località di Montevideo fino a Vason, viene anche chiamata "Salita di Charly Gaul", derivato dal Giro d'Italia 1956 nella 21ª tappa, dove il ciclista vinse non solo la tappa, ma anche la classifica finale. Viene ricordato questo evento anche con un cartello posizionato all'inizio della strada.

## Pericolosità della strada
Secondo i dati Aci raccolti sulle strade provinciali, essa risulta essere una delle strade più pericolose della Provincia ed è stata tra le prime con il numero più alto di incidenti nel 2017.
Inoltre la strada è molto amata e frequentata da amatori dello sport, specialmente ciclisti e per questo motivo su questa strada la provincia di Trento ha deciso di installare dei cartelli speciali per avvisare gli automobilisti di "rispettare il ciclista" mantenendo quindi una distanza di sicurezza ragionevole ed evitare manovre pericolose.